# Esther Szekeres
Esther Szekeres, węg. Klein Eszter (ur. 20 lutego 1910 w Budapeszcie, zm. 28 sierpnia 2005 w Adelaide) – węgiersko-australijska matematyczka.

## Biografia
Urodziła się w rodzinie żydowskiej Ignaza Kleina. Jako młoda studentka fizyki w Budapeszcie Klein należała do grupy Węgrów, w skład której wchodzili Paul Erdős, George Szekeres i Pál Turán, którzy zajmowali się różnymi problemami matematycznymi. Jej liczba Erdősa wynosi 1.
W 1933 Klein zaproponowała grupie problem kombinatoryjny, który Erdős nazwała problemem Happy Ending, ponieważ doprowadził on do jej małżeństwa z George’em Szekeresem w 1937, z którym miała dwoje dzieci.
Po wybuchu II wojny światowej Esther i George Szekeres wyemigrowali do Australii po kilku latach spędzonych w Hongkew, społeczności uchodźców znajdującej się w Szanghaju. W Australii początkowo dzielili mieszkanie w Adelaide z Mártą Svéd, starą szkolną przyjaciółką Szekeresa, a następnie w 1964 r. przenieśli się do Sydney.
W Sydney Esther wykładała na Uniwersytecie Macquarie i była aktywnie zaangażowana we wzbogacanie nauczanej matematyki dla uczniów szkół średnich. W 1984 roku wspólnie zainicjowała cotygodniowe spotkania na temat wzbogacania matematyki, które od tego czasu rozszerzyło się na program składający się z około 30 grup, które nadal spotykają się co tydzień i inspirują uczniów szkół średnich w całej Australii i Nowej Zelandii.
W 2004 r. wraz z George’em przeprowadziła się z powrotem do Adelajdy, gdzie 28 sierpnia 2005 zmarła razem z mężem w odstępie godziny.

## Wyróżnienie
W 1990 r. Uniwersytet Macquarie nadał jej tytuł doktora honoris causa. W 1993 r. otrzymała nagrodę BH Neumann Award of the Australian Mathematics Trust.